# BMC (Turkije)

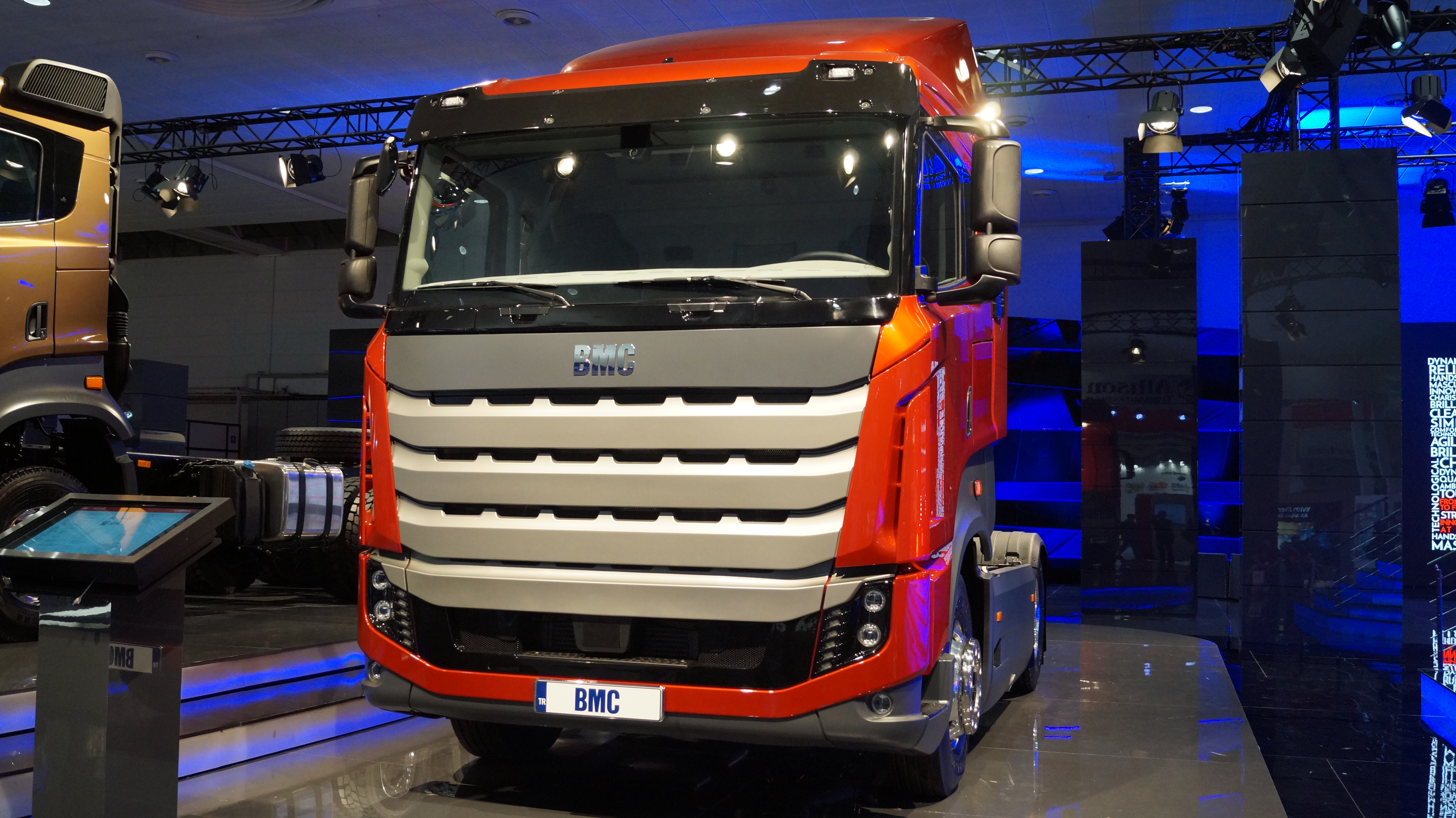
BMC Tuğra, tijdens de voorstelling op de IAA.

BMC is een Turkse vrachtwagenfabrikant die in 1964 opgericht werd als assemblagefabriek van de British Motor Corporation. Het was een joint-venture tussen BMC en Turkse partners. Vanaf 1966 werden naast personenwagens ook vrachtwagens gemaakt. Nadat de Britse partner in problemen kwam zocht het Turkse BMC naar een technische partner en vond die in Volvo. Hierdoor werden de eerste stappen gezet om een volledig eigen gamma aan voertuigen aan te bieden. In 1989 kwam het volledig in Turkse handen. Vanaf 1996 kwam de Profesyonel-serie op de markt, de eerste compleet eigen modelreeks. Het ontwerp kwam van Pininfarina. Naast vrachtwagens produceert het ook bussen, die deels ook geëxporteerd worden, onder andere naar het Verenigd Koninkrijk, waar het merk BMC verdween in de jaren '70.
BMC produceert ook tanks en andere militaire voertuigen. Het is ook deel van het consortium dat de Togg op de markt wil brengen.

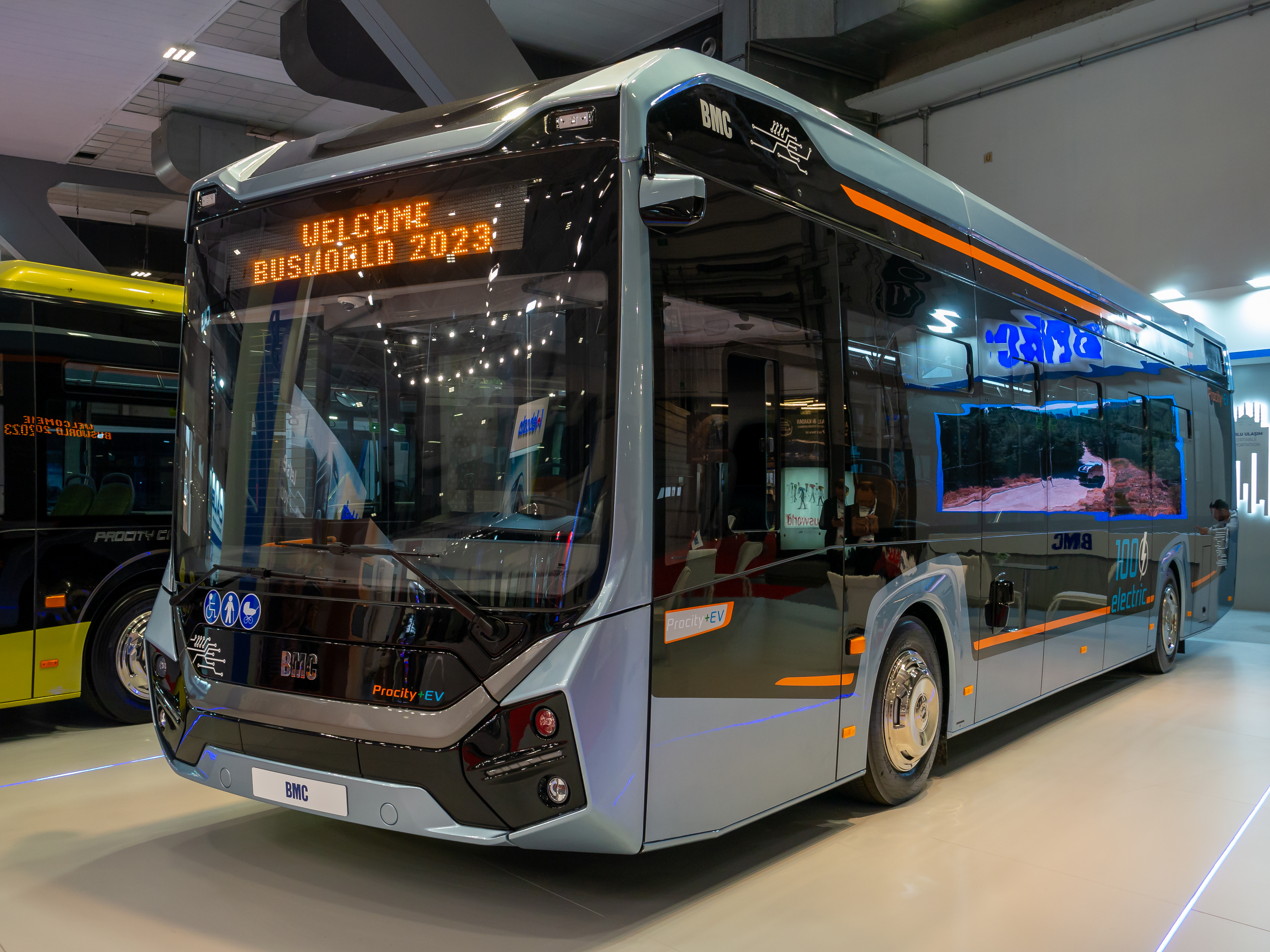
BMC Procity +EV op Busworld

In 2018 presenteerde BMC de Tuğra  op de IAA, een volledig nieuwe serie vrachtwagens naar eigen ontwerp die in verschillende configuraties verkrijgbaar is, zoals 4x2, 6x2, 6x4, 8x2 en 8x4. Aandrijving is naar keuze met een Cummins 6,7 liter dieselmotor, een Cummins 8,9 liter dieselmotor of een FPT 11,1 liter dieselmotor. Er zijn verschillende ZF-versnellingsbakken mogelijk. De vrachtwagen wordt ook officieel in Nederland aangeboden.